# Mistrzostwa Świata w Pięcioboju Nowoczesnym 1950
Mistrzostwa Świata w Pięcioboju Nowoczesnym 1950 – 2. edycja mistrzostw odbyła się w Bernie.

## Klasyfikacja medalowa
| Lp. | Państwo   | złoto | srebro | brąz | Razem |
| --- | --------- | ----- | ------ | ---- | ----- |
| 1   | Szwecja   | 2     | -      | -    | 2     |
| 2   | Finlandia | -     | 1      | 1    | 2     |
| -   | Włochy    | -     | 1      | 1    | 2     |

## Medaliści

### Mężczyźni
| Złoto                                             | Srebro                                                    | Brąz                                                           |
| Indywidualnie                                     |                                                           |                                                                |
| Lars Hall                                         | Duilio Brignetti                                          | Lauri Vilkko                                                   |
| Drużynowo                                         |                                                           |                                                                |
| Szwecja · Lars Hall · Bertil Haase · Thor Henning | Finlandia · Viktor Platan · Ville Taalikka · Lauri Vilkko | Włochy · Duilio Brignetti · Gianni Cantoni · Giulio Palmonella |